# Lacurile Kurtna

Imagine satelitară a zonei lacurilor Kurtna (încadrate cu roşu)

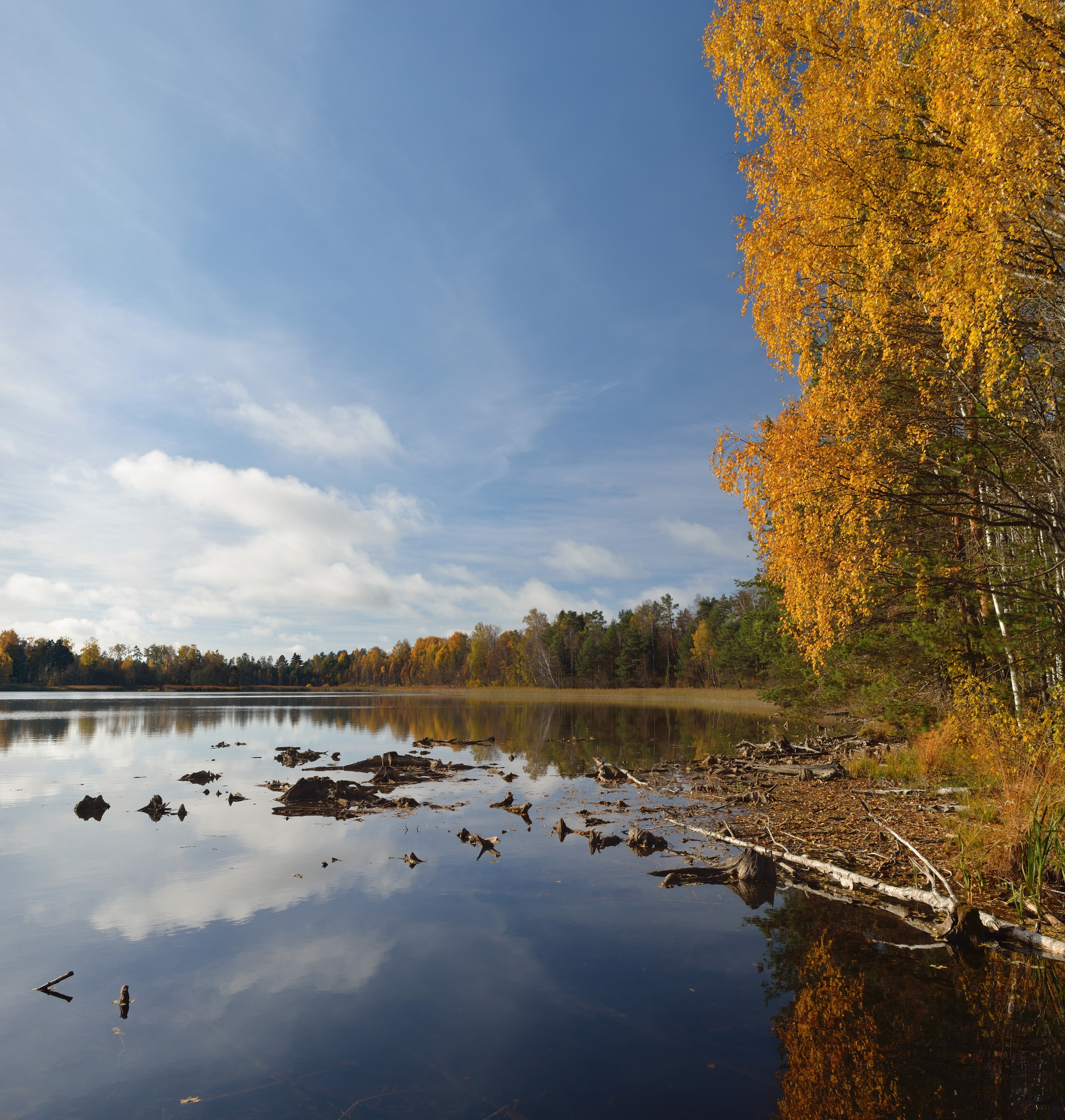
Nõmmejärv

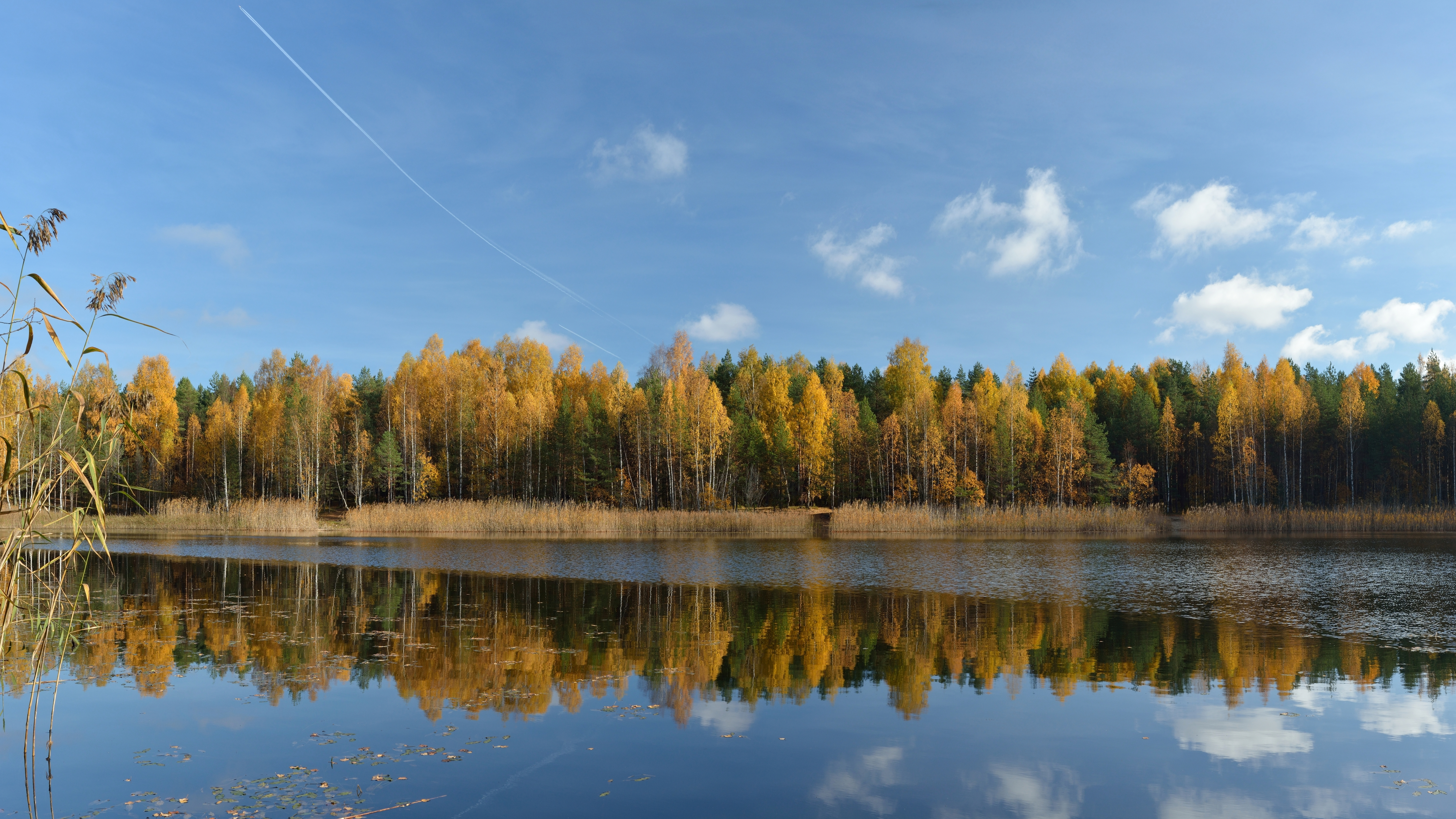
Martiska

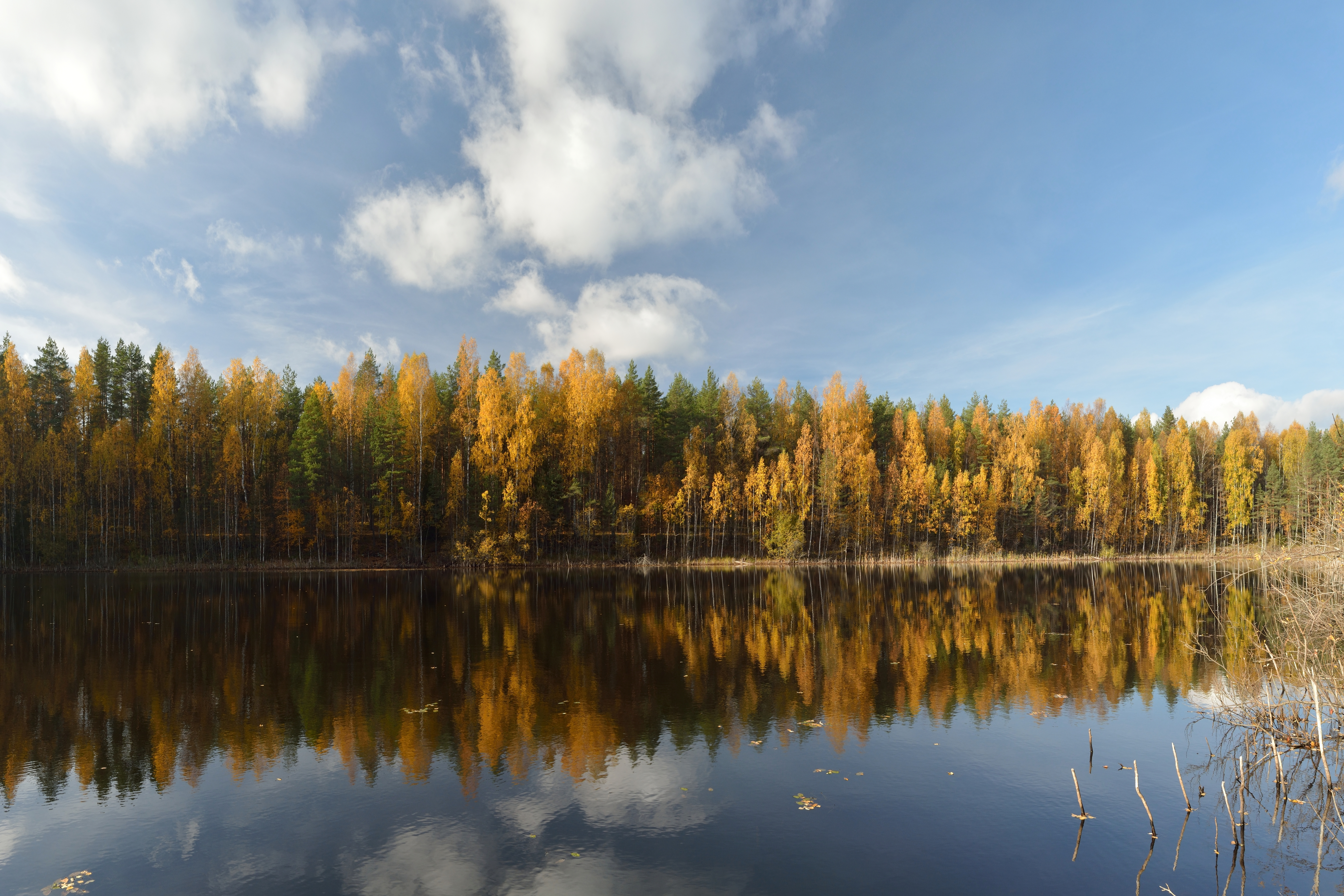
Kuradijärv

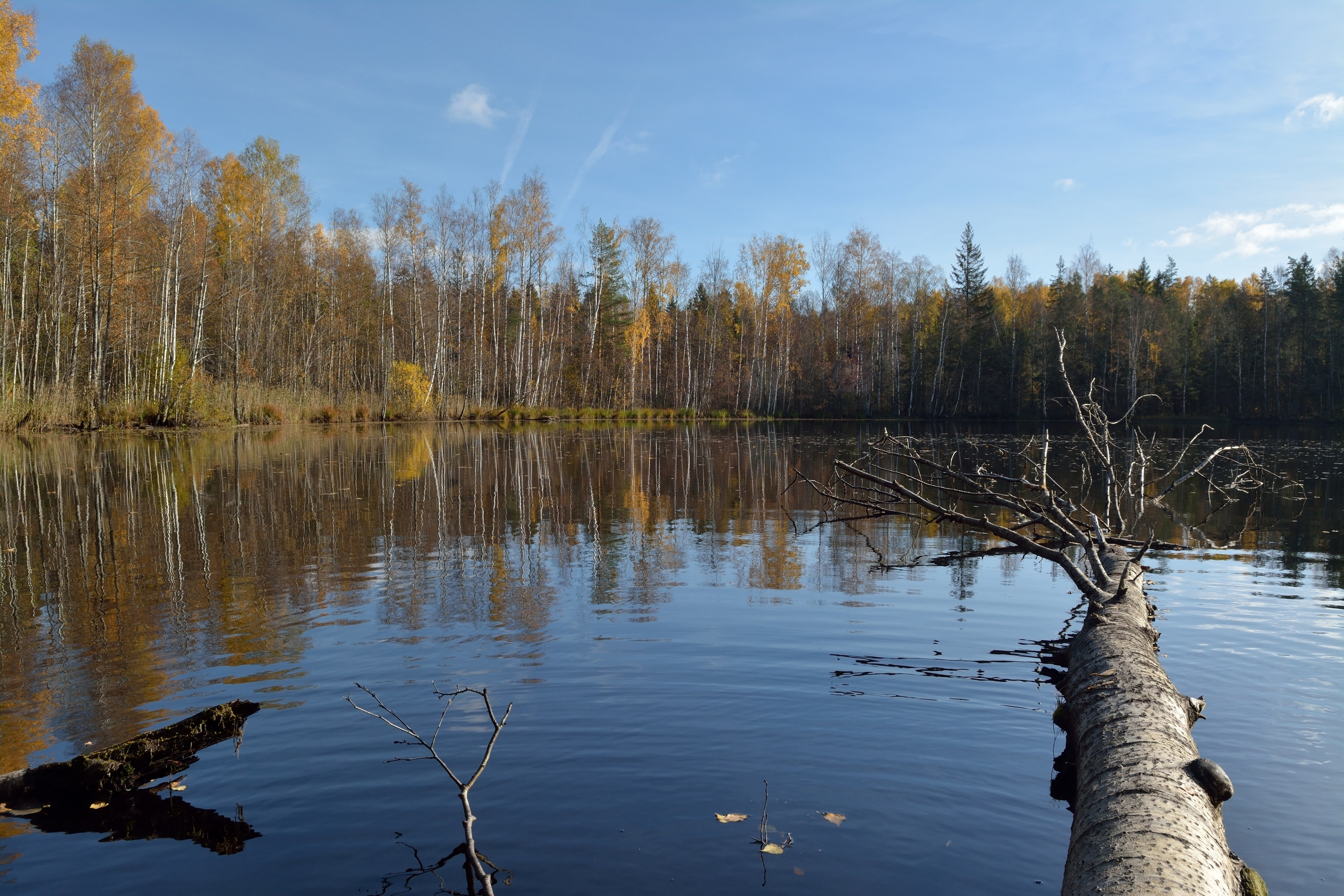
Must-Jaala

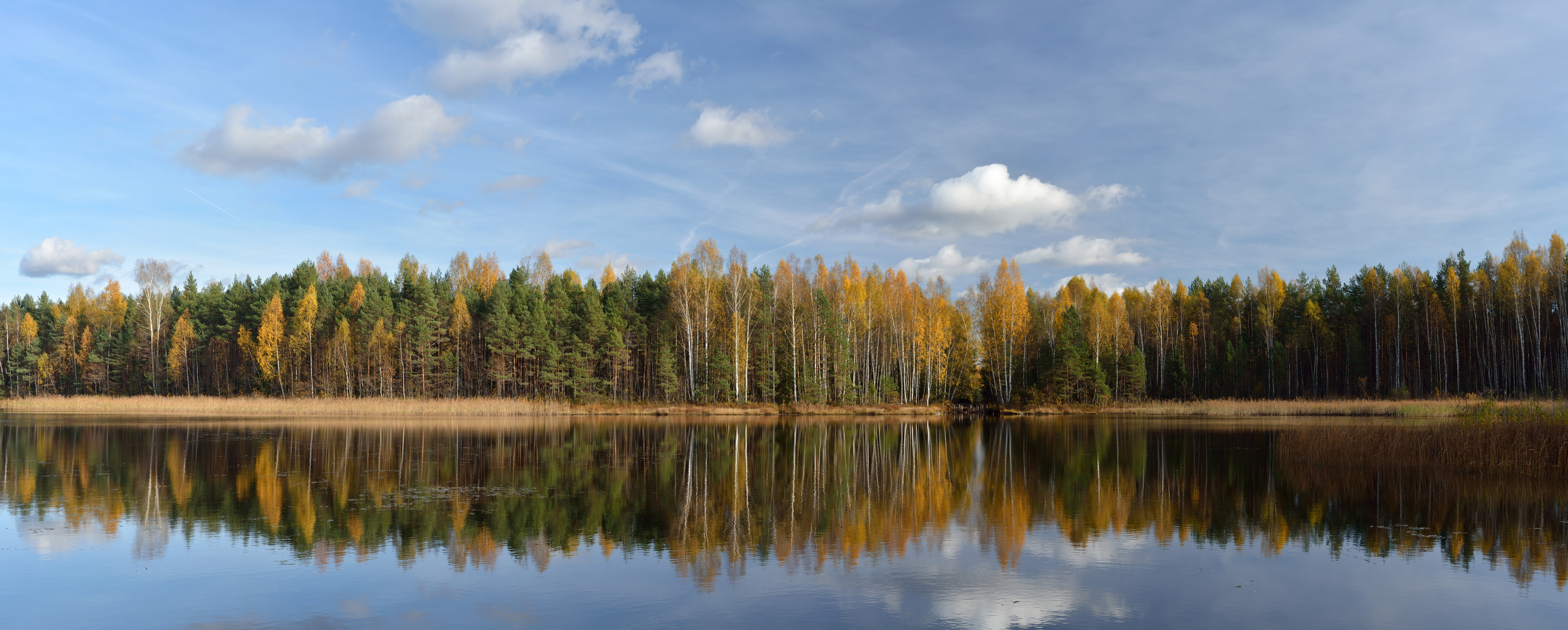
Niinsaare

Lacurile Kurtna reprezintă o zonă turistică situată în partea de nord a Estoniei, pe teritoriul comunei Illuka.
Pe o suprafață de 30 km² se întind un număr de 42 de lacuri ce s-au format într-o zonă deluroasă, după topirea calotei glaciare nord-europene.
Înălțimea "Kuradimägi" (în română "Dealul Dracului"), 70 m, oferă o largă perspectivă asupra întregului ținut lacustru.

## Puncte de plecare
Satul Kurtna

## Activități turistice
Regiunea se pretează bine amatorilor de drumeție și camping. Un loc ideal de camping se găsește între satele Kurtna (Illuka) și lluka (Illuka).

## Lacuri componente
1. Konsu – 136 ha

2. Potri – 0,6 ha

3. Suur Linajärv – 1,0 ha

4. Räätsma – 17,6 ha

5. Saare – 6,3 ha

6. Sisalikujärv – 0,4 ha

7. Nõmmejärv – 15,6 ha

8. Niinsaare – 4,7 ha

9. Väike–Niinsaare – 0,5 ha

10. Kurtna Mustjärv – 5,0 ha

11. Kurtna Haugjärv – 2,2 ha

12. Punane – 0,3 ha

13. Särgjärv – 2,0 ha

14. Kurtna Ahvenjärv – 2,0 ha

15. Peen-Kirjakjärv – 9,8 ha

16. Suur-Kirjakjärv – 17,8 ha

17. Kurtna Valgejärv – 8,6 ha

18. Jaala – 19,6 ha

19. Must–Jaala – 1,1 ha

20. Martiska – 4,4 ha

21. Kuradijärv – 1,3 ha

22. Ahnejärv – 5,5 ha

23. Suurjärv – 34 ha

24. Niinsaare järv – 0,5 ha

25. Piirakajärv – 1,3 ha

26. Pannjärve liivakarjäär

27. Aknajärv – 8,3 ha

28. Virtsika – 2,0 ha

29. Allikjärv – 0,2 ha

30. Nootjärv – 5,3 ha

31. Kihljärv – 2,0 ha

32. Mätasjärv – 0,5 ha

33. Konnajärv – ~2 ha

34. Vasavere Mustjärv 

35. Pannjärv – 2,0 ha

36. Ratasjärv – 0,5 ha

37. Laukasoo Suurlaugas – 0,6 ha

38. Lusikajärv – 0,2 ha

39. Kulpjärv – 0,7 ha

40. Liivjärv – 6,0 ha

41. Rääkjärv – 5,4 ha

42. Kastjärv – 2,8 ha